# 刘泽彭
刘泽彭（1946年9月—），男，汉族，中华人民共和国政治人物、第十一届全国政协委员。

## 生平
1966年毕业于清华大学自动控制系。1974年加入中国共产党，历任吉林省宏伟机械厂技术员，第七机械工业部办公厅秘书，中共中央组织部青年干部局副局长，中共中央组织部副秘书长、副部长。国务院侨务办公室副主任，中国新闻社社长。2008年，当选第十一届全国政协常务委员，代表对外友好界，分入第四十七组。并担任港澳台侨委员会专委。